# Cyanopepla amata
Cyanopepla amata är en fjärilsart som beskrevs av Druce. Cyanopepla amata ingår i släktet Cyanopepla och familjen björnspinnare. Inga underarter finns listade i Catalogue of Life.